# Eaton Estates
Eaton Estates és una concentració de població designada pel cens dels Estats Units a l'estat d'Ohio. Segons el cens del 2000 tenia 1.409 habitants.

## Demografia
Segons el cens del 2000, Eaton Estates tenia 1.409 habitants, 458 habitatges, i 382 famílies. La densitat de població era de 618,2 habitants per km².
Dels 458 habitatges en un 40,8% hi vivien nens de menys de 18 anys, en un 60,5% hi vivien parelles casades, en un 13,1% dones solteres, i en un 16,4% no eren unitats familiars. En el 14% dels habitatges hi vivien persones soles el 5,7% de les quals corresponia a persones de 65 anys o més que vivien soles. El nombre mitjà de persones vivint en cada habitatge era de 3,08 i el nombre mitjà de persones que vivien en cada família era de 3,35.
Per edats la població es repartia de la següent manera: un 30,7% tenia menys de 18 anys, un 7,2% entre 18 i 24, un 32,4% entre 25 i 44, un 20% de 45 a 60 i un 9,7% 65 anys o més.
L'edat mediana era de 33 anys. Per cada 100 dones de 18 o més anys hi havia 100,2 homes.
La renda mediana per habitatge era de 48.804 $ i la renda mediana per família de 51.027 $. Els homes tenien una renda mediana de 31.768 $ mentre que les dones 19.861 $. La renda per capita de la població era de 16.041 $. Aproximadament el 5,9% de les famílies i el 7% de la població estaven per davall del llindar de pobresa.

## Poblacions més properes
El següent diagrama mostra les poblacions més properes.